# Sf21細胞

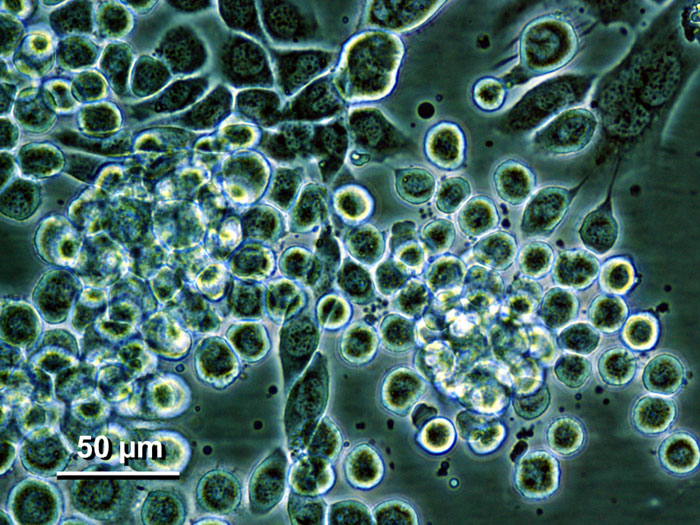

Sf21（正式名稱為IPLB-Sf21-AE）是一種連續細胞系，由農業害蟲草地貪夜蛾的卵巢組織發育而成，Sf21細胞的首次分離是由美國的一個農業研究中心BARC完成的。 Sf9細胞是Sf21細胞的克隆株，由德克薩斯州農工大學的研究人員從Sf21細胞中分離出來。Sf21細胞的克隆株和親本株已廣泛應用於桿狀病毒等病毒的研究中，也可用於重組蛋白表達，惟Sf21細胞因細胞直徑更大而更適用於病毒滴度空斑實驗觀察。

## 外部鏈接
- Cellosaurus entry for Sf21（页面存档备份，存于）